# Der Krieg hat kein weibliches Gesicht (Buch)
Der Krieg hat kein weibliches Gesicht (russisch У войны не женское лицо, Transkr.:U wojny ne schenskoje lizo) ist ein russischer Dokumentarroman der weißrussischen Autorin Swetlana Alexijewitsch, der erstmals 1985 in Minsk veröffentlicht wurde und 1987 in deutscher Übersetzung in der DDR erschien. Das Buch handelt von den Schicksalen und Erlebnissen der sowjetischen Frauen, die während des Zweiten Weltkrieges, in der Sowjetunion als Großer Vaterländischer Krieg bezeichnet, an der Front dienten. Die Autorin sprach dafür mit Soldatinnen, Sanitäterinnen und zivilen Helferinnen, beispielsweise Krankenschwestern. Mit diesem „Roman der Stimmen“, einem von ihr entworfenen Erzähl-Genre, liefert sie erschütternde Einblicke in das Leben der am Krieg beteiligten Frauen und beleuchtet sowohl die große Begeisterung für den Kampf für das Vaterland als auch den Alltag und die Schrecken des Krieges aus weiblicher Sicht.

## Inhalt
Dem eigentlichen Inhalt des Buches vorangestellt ist ein kurzes Gespräch mit einem Historiker über die Geschichte von Frauen in der Armee. So kämpften bei den Athenern, den Spartanern und bei den Slawen Frauen Seite an Seite mit den Männern. Später dienten Frauen zwar auch an der Front, taten ihren Dienst jedoch meist in Lazaretten, Hilfskorps oder als Mechanikerinnen, nicht als Soldatinnen. Im Zweiten Weltkrieg stieg die Zahl der Frauen in den Armeen stark an, allein in der Sowjetarmee dienten über eine Million Frauen in allen Berufen und Waffengattungen. Im Anschluss an diese Einleitung berichtet Alexijewitsch über die Entstehungsgeschichte des Buches sowie über die Teile, die von ihr selbst oder der Zensur gestrichen wurden.
Der Hauptteil des Buches, die Erzählungen der Frauen, beginnt mit den bezeichnenden Worten der Scharfschützin Maria Iwanowa Morosowa: „Das wird ein einfacher Bericht … Der Bericht eines einfachen russischen Mädchens …“ Diese Einfachheit und Authentizität der Berichte bleibt auch auf den folgenden Seiten des Buches erhalten. Denn die interviewten Frauen erzählen zwar auch von Kriegshandlungen, Verletzungen und Gefallenen, oft sprechen sie jedoch über weniger heroische Dinge: die Kleider, die sie tragen werden, wenn sie nach Hause kommen, das Essen, was sie essen möchten, die Liebe, die sie finden wollen. Thematisiert wird auch die besondere Behandlung der Frauen in der Armee: von Diskriminierung und dem Vorwurf, sie seien schwach oder ungeeignet, bis hin zu Szenen, in denen sich männliche Soldaten vor sie warfen und ihnen so das Leben retteten.
Auch über sehr persönliche Dinge reden die Frauen: dass sie sich noch als halbe Kinder in den Wehrkomitees meldeten und im Krieg zu Frauen wurden, dass ihre Perioden ausblieben oder über die Scham, die sie mangels Hygieneprodukten wegen ihrer Periode empfanden.
Thematisiert wird auch, wie die Frauen nach dem Krieg behandelt wurden: Während die Männer Ruhm und Belohnungen erhielten, wurden die Frauen vergessen; und während die Männer als Helden verehrt wurden, begegnete man den Frauen mit Misstrauen. 